# Pachycnemia hippocastanata
Pachycnemia hippocastanata är en fjärilsart som beskrevs av Treitschke 1827. Pachycnemia hippocastanata ingår i släktet Pachycnemia och familjen mätare. Inga underarter finns listade i Catalogue of Life.